# Стигни ме ако знаш
Стигни ме ако знаш српски је квиз забавног карактера који се од 6. марта 2020. емитује на РТС-у 1, сваког петка у 22.00 сата. Водитељка квиза је Кристина Раденковић.

## Правила квиза
Четири играча стоје на ивицама огромне четвороугаоне интерактивне табле, сличне онима из друштвених игара Монопол или Човече, не љути се. У сваком кругу игре, сваки такмичар има 30 секунди да одговори на 6 питања из опште културе. Колико тачних одговора такмичар да, толико поља иде напред. Свако поље испод себе крије новац или изненађење у игри. Изненађење може бити пријатног или непријатног типа. Уколико такмичар стигне неког од противника, избацује га из игре и узима му сав освојени новац, као и ваучере. Такмичар који први стигне на стартну позицију је победио и има прилику да у последњој рунди сачува сав новац који је освојио.
Међутим, ту се квиз не завршава — ово је једини квиз у ком такмичар у једном моменту игра и за себе и за публику, јер судбину победника у последњој рунди у своје руке преузима публика у студију. Публика боје такмичара који је победио гласа колико новца жели да узме за себе (из посебног фонда невезаног за такмичара), након чега такмичар одговара да би постигао задат број тачних одговора. Уколико тачно одговори на тражен број питања његова публика добија новац у датом износу од РТС-а који међусобно дели на број особа у том делу публике, а такмичар одлази са освојеним износом из главне игре. У случају да не успе да постигне тражен број тачних одговора изабрана свота постаје новчана казна која се одузима од добијеног износа, а публика не добија ништа.

## Епизоде
| Сезона | Сезона | Број епизода   | Премијерно емитовање | Премијерно емитовање |
| Сезона | Сезона | Број епизода   | Почетак емитовања    | Завршетак емитовања  |
| ------ | ------ | -------------- | -------------------- | -------------------- |
|        | 1      | 13 (1 – 13)    | 6. март 2020.        | 29. мај 2020.        |
|        | 2      | 30 (14 – 43)   | 18. септембар 2020.  | 30. април 2021.      |
|        | 3      | 34 (44 – 77)   | 24. септембар 2021.  | 10. јун 2022.        |
|        | 4      | 29 (78 – 106)  | 9. септембар 2022.   | 19. мај 2023.        |
|        | 5      | 29 (107 – 135) | 8. септембар 2023.   | 29. март 2024.       |
|        | 6      | 30 (136 – 165) | 30. август 2024.     | 4. април 2025.       |
|        | 7      | -              |                      |                      |